# Frédéric Petit (homme politique, 1836-1895)
Pour les articles homonymes, voir Petit et Frédéric Petit.
Frédéric Petit, né le 3 juin 1836 à Bussy-lès-Daours (Somme) et mort le 20 avril 1895 à Amiens est une personnalité politique française.

## Biographie
Frédéric Petit est un industriel d'Amiens de conviction républicaine. Lecteur de Proudhon, il s'intéresse aux questions relatives aux coopératives ouvrières de production et de consommation. Devenu franc-maçon en 1864, il crée une loge « La Rénovation » qu'il affilie aux instances parisiennes. 
Il devient l'un des chefs de file des républicains de la Somme avec Jules Barni, René Goblet et Alphonse Fiquet et noue des relations avec les républicains de Paris, Charles-Louis Chassin, Émile Acollas, Charles Delescluze.
Il contribue à la création en 1867 d'une section amiénoise de l'Internationale ouvrière.
Il est avec Jules Lardière et René Goblet, l'un des fondateurs du journal Le Progrès de la Somme.
Il constitue avec René Goblet une liste républicaine aux élections législatives du 8 février 1871. Pendant la Commune de Paris, il est en relation avec le communard Augustin Verdure. 
En 1876, il est le trésorier de l'Union républicaine de la Somme, préfiguration d'un parti politique républicain.
Il est membre de la Société linéenne du Nord  de la France à sa création et membre de la Ligue de l'enseignement.
Maire républicain d'Amiens de 1880 à 1881 puis, par intérim, de 1884 à 1895. Il fait construire le Lycée de Jeunes filles, une école de filles et vingt six classes nouvelles.
C'est pendant son mandat de maire que Jules Verne est conseiller municipal d'Amiens de 1888 à 1895.
En 1886, il est élu sénateur de la Somme et réélu en 1891 jusqu'à sa mort.
Il est enterré au cimetière de La Madeleine à Amiens à côté de la tombe de Jules Barni.

## Hommage posthume
- Une rue du centre ville d'Amiens porte son nom.
- Un monument à sa mémoire a été édifié dans la cour d'honneur de la Bibliothèque Louis Aragon d'Amiens, le buste en pierre est d'Albert Roze.

## Sources